# Monnina steyermarkii
Monnina steyermarkii är en jungfrulinsväxtart som beskrevs av Ramón Alejandro Ferreyra. Monnina steyermarkii ingår i släktet Monnina och familjen jungfrulinsväxter. Inga underarter finns listade i Catalogue of Life.